# تائبلا
تائبلا (به لاتین: Taebla) یک منطقهٔ مسکونی در استونی است که در دهستان لنه-نیگولا واقع شده‌است. تائبلا ۹۲۹ نفر جمعیت دارد.